# Жерар Леман
Жерар Леман (Лијеж, 8. јануар 1851 — Лијеж, 17. октобар 1920) је био белгијски генерал командант бранилаца у време опсаде Лијежа августа 1914.